# فسيفساء (جينات)

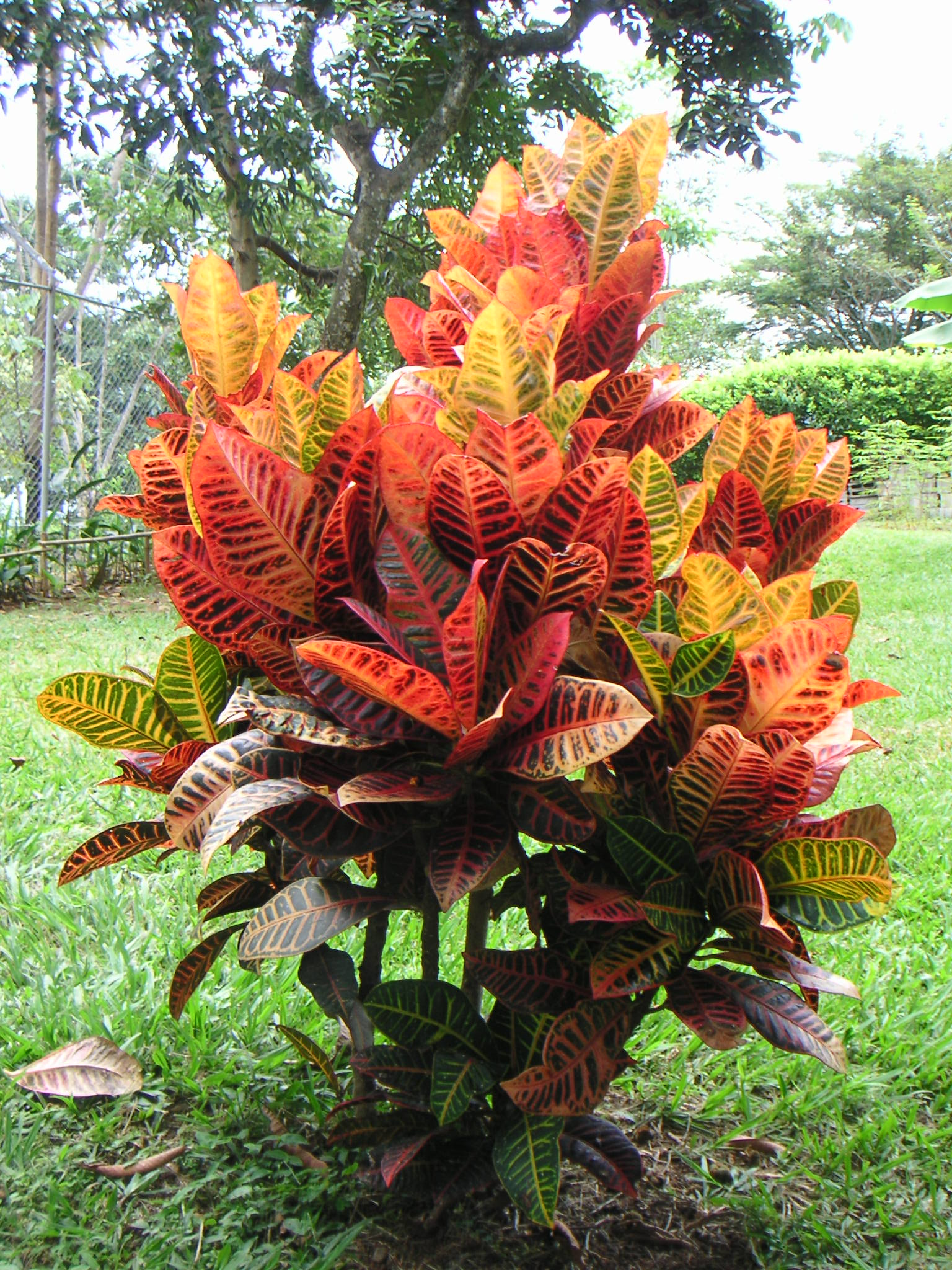

الفسيفساء الجينية (بالإنجليزية: Genetic mosaicism)‏ تحدث عندما تحتوي بعض خلايا الجسم على دنا متحوِّر، في حين لا يحدث هذا في الخلايا الأخرى، وبالتالي يكون لدى الشخص المصاب بالفسيفساء الجينية مزيج من خلايا سوية وأخرى مصابة بالطَّفرة. وربطت دراستان جديدتان الحالة المعروفة باسم الفسيفساء الجينية بحالات مثل الشيخوخة والسرطان.